# Michaela Kirchgasserová
Michaela Kirchgasserová (* 18. března 1985 Schwarzach im Pongau, Salcbursko) je rakouská reprezentantka v alpském lyžování, specializující se především na technické disciplíny slalom a obří slalom. Na mistrovstvích světa vybojovala šest medailí, z toho čtyři týmové a dvě individuální. Představuje trojnásobnou světovou šampionku ze soutěže družstev na MS 2007 v Åre, MS 2013 ve Schaldmingu a MS 2015 v Beaver Creeku a Vailu.
V juniorské kategorii zkompletovala medailovou sadu, když na JMS 2003 v Briançonnais dojela první ve slalomu, druhá v kombinaci a na navazujícím JMS 2005 v Bardonecchie skončila třetí v obřím slalomu.
Rakousko reprezentovala na Zimních olympijských hrách 2006 v Turíně, na Vancouverské olympiádě 2010 a potřetí v Soči 2014, kde obsadila 7. místo v superkombinaci. Nejlepšího olympijského výsledku kariéry dosáhla ve slalomovém závodu Turínských her, v němž dojela na 5.  příčce.
Do února 2015 ve světovém poháru vyhrála tři závody. První triumf zaznamenala během února 2007 z obřího slalomu ve španělské Sierra Nevadě. Druhou trofej přidala v lednu 2012 ze slalomu konaného ve slovinské Kranjske Goře. Zlato si odvezla opět ze slalomového závodu v březnu téhož roku na finále poháru ve Schladmingu.
V seriálu závodů světového poháru debutovala 16. prosince 2001, ve věku šestnácti let. V dílčím hodnocení jednotlivých disciplín obsadila v sezóně 2012 konečné 2. místo ve slalomu za krajankou Marlies Schildovou a opět 2. příčku v sezóně 2014 v kombinaci. V celkové klasifikaci pak byla nejlépe klasifikována na 8. pozici v roce 2007.

## Vítězství ve světovém poháru
- 3 vítězství
  - 2 vítězství v obřím slalomu
  - 1 vítězství ve slalomu

- 14krát na stupních vítězů (do třetího místa; 5x obří slalom, 3x slalom, 4x superkombinace, 2x paralelní slalom)

| sezóna | datum              | dějiště                   | disciplína       | pořadí |
| ------ | ------------------ | ------------------------- | ---------------- | ------ |
| 2007   | 25. listopadu 2006 | Aspen, Spojené státy      | obří slalom      | 3.     |
| 2007   | 15. prosince 2006  | Reiteralm, Rakousko       | superkombinace   | 2.     |
| 2007   | 24. února 2007     | Sierra Nevada, Španělsko  | obří slalom      | 1.     |
| 2007   | 10. března 2007    | Zwiesel, Německo          | obří slalom      | 3.     |
| 2007   | 18. března 2007    | Lenzerheide, Švýcarsko    | obří slalom      | 3.     |
| 2009   | 25. ledna 2009     | Cortina d'Ampezzo, Itálie | obří slalom      | 2.     |
| 2010   | 29. ledna 2010     | Svatý Mořic, Švýcarsko    | superkombinace   | 2.     |
| 2012   | 3. ledna 2012      | Záhřeb, Chorvatsko        | slalom           | 3.     |
| 2012   | 22. ledna 2012     | Kranjska Gora, Slovinsko  | slalom           | 1.     |
| 2012   | 21. února 2012     | Moskva, Rusko             | paralelní slalom | 2.     |
| 2012   | 17. března 2012    | Schladming, Rakousko      | slalom           | 1.     |
| 2013   | 1. ledna 2013      | Mnichov, Německo          | paralelní slalom | 3.     |
| 2013   | 24 Feb 2013        | Méribel, Francie          | Super combined   | 3.     |
| 2014   | 12. ledna 2014     | Altenmarkt, Rakousko      | superkombinace   | 2.     |

## Konečné pořadí ve světovém poháru

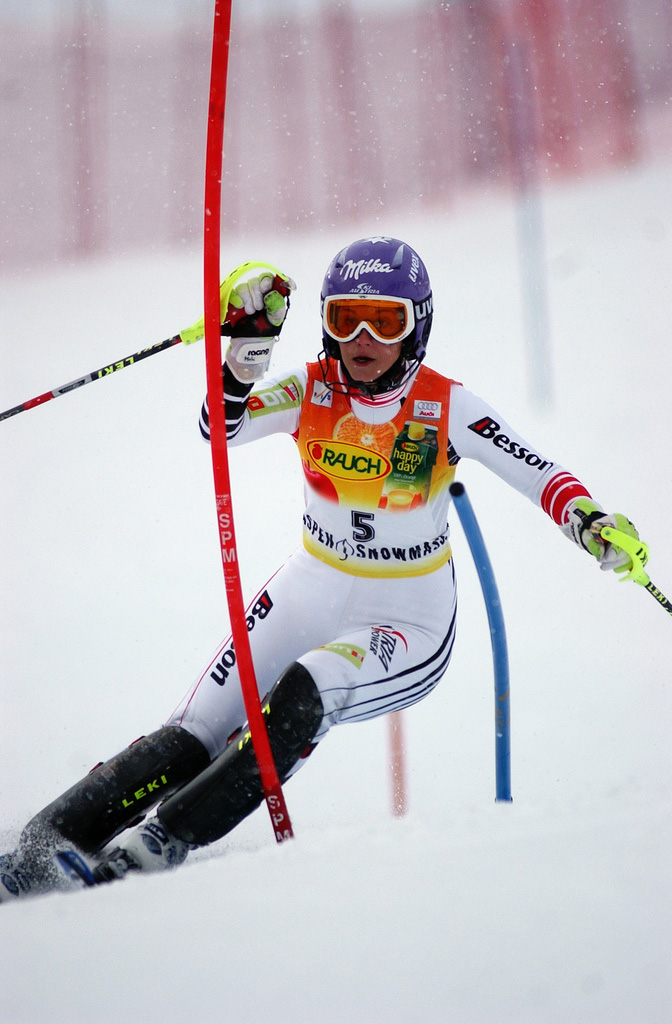
V aspenském slalomu během listopadu 2006

| Sezóna | věk    | celkové | slalom | obří slalom | super G | sjezd | kombinace |
| ------ | ------ | ------- | ------ | ----------- | ------- | ----- | --------- |
| 2002   | 16 let | 89.     | 33.    | –           | –       | –     | —         |
| 2003   | 17 let | 81.     | 36.    | –           | –       | –     | —         |
| 2004   | 18 let | 63.     | 25.    | 48.         | –       | –     | —         |
| 2005   | 19 let | 58.     | 31.    | 25.         | –       | –     | —         |
| 2006   | 20 let | 20.     | 14.    | 9.          | –       | –     | 20.       |
| 2007   | 21 let | 8.      | 13.    | 3.          | –       | –     | 4.        |
| 2008   | 22 let | 33.     | 13.    | 18.         | –       | –     | 21.       |
| 2009   | 23 let | 22.     | 20.    | 10.         | –       | –     | 17.       |
| 2010   | 24 let | 19.     | 24.    | 15.         | 36.     | 51.   | 3         |
| 2011   | 25 let | 21.     | 16.    | 17.         | 47.     | 48.   | 6.        |
| 2012   | 26 let | 10.     | 2.     | 21.         | –       | –     | —         |
| 2013   | 27 let | 14.     | 12.    | 16.         | –       | –     | 3.        |
| 2014   | 28 let | 25.     | 15.    | 30.         | –       | –     | 2.        |

## Výsledky na mistrovství světa
| Rok                                                               | věk    | slalom | obří slalom | Super-G | sjezd | kombinace |
| ----------------------------------------------------------------- | ------ | ------ | ----------- | ------- | ----- | --------- |
| 2007                                                              | 21 let | 9.     | 4.          | —       | —     | DSQ1      |
| 2009                                                              | 23 let | DNF1   | 5.          | —       | —     | DSQ1      |
| 2011                                                              | 25 let | DNF2   | —           | —       | —     | 13.       |
| 2013                                                              | 27 let | 2.     | DSQ1        | —       | —     | 4.        |
| 2015                                                              | 29 let | DNF2   | 6.          | —       | —     | 3.        |
| DSQ – diskvalifikace; DNF – nedojela do cíle; 1/2 – v 1., 2. kole |        |        |             |         |       |           |

## Výsledky na zimních olympijských hrách

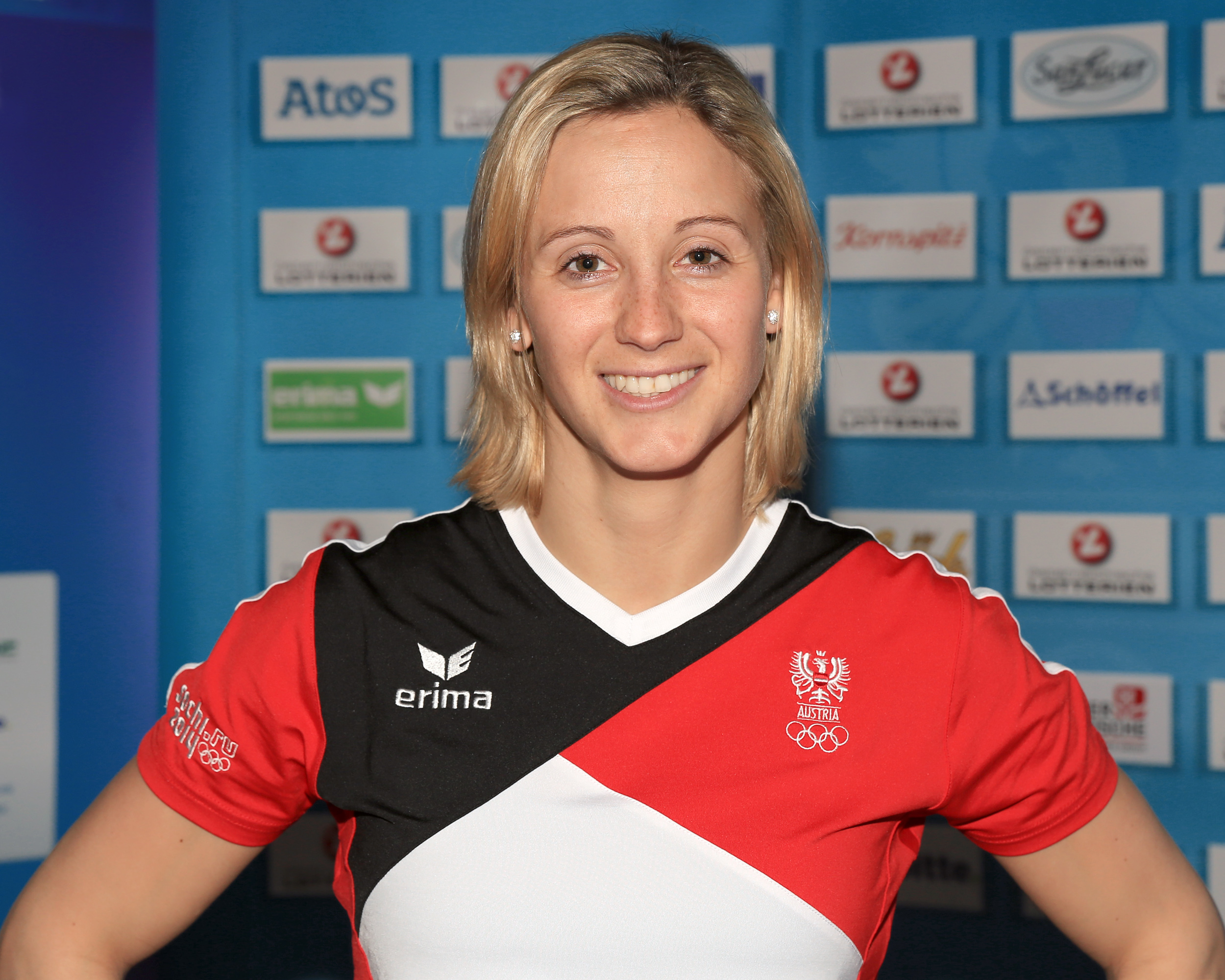
Při představení rakouského olympijského týmu 2014, Hotel Marriott, Vídeň

| Rok                                                               | věk    | slalom | obří slalom | Super-G | sjezd | kombinace |
| ----------------------------------------------------------------- | ------ | ------ | ----------- | ------- | ----- | --------- |
| 2006                                                              | 20 let | 5.     | DNF2        | —       | —     | 6.        |
| 2010                                                              | 24 let | DNF2   | 15.         | —       | —     | 9.        |
| 2014                                                              | 28 let | DNF2   | 12.         | —       | —     | 7.        |
| DSQ – diskvalifikace; DNF – nedojela do cíle; 1/2 – v 1., 2. kole |        |        |             |         |       |           |